# Климат Ирландии
Ирландия имеет ярко выраженный океанический климат типа Cfb. Температуры в течение года меняются незначительно, а температуры более 25 °C или ниже −5 °C крайне редки. Погода очень неустойчивая, и в течение дня, а иногда даже часов или минут, может резко измениться. Кратковременные дожди могут выпадать несколько раз в день. Осадки выпадают на протяжении всего года, но не равномерно. Во всей Ирландии (кроме гор) средняя температура самого тёплого месяца — около 15 °C, а самого холодного — около 5 °C.

## Температура

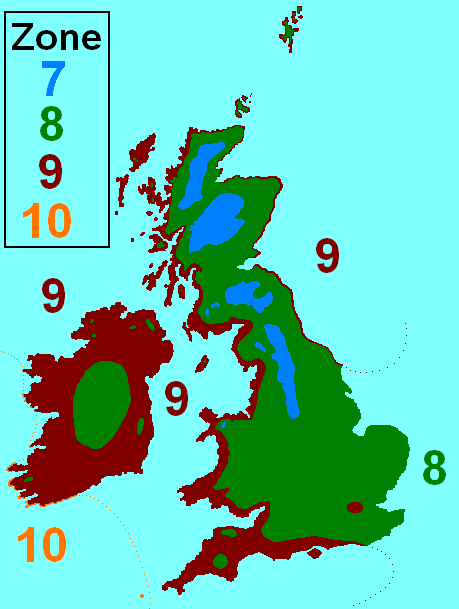
Сила ежегодных самых сильных морозов. 10 зона до −1 °C, 9 зона до −6 °C, 8 зона до −10 °C.

Амплитуда температуры в течение года приблизительно равна 25 °C. Морозы самые частые в континентальной Ирландии, по побережью количество дней с морозом не велико, а на юго-западном побережье их меньше всего. Зимние морозы слабые и в большинстве мест достигают около −5 °C, на юго-западном побережье от −1 °C до −3 °C, в континентальной Ирландии до −10 °C. Морозы бывают ночью при ясной погоде. Амплитуда температуры в течение дня малая, от нескольких градусов до 10 °C—14 °C. Лето тёплое, но не жаркое, самые высокие температуры не превышают 20 °C.
- Самое тёплое место — Валентия (Керри), средняя годовая температура (1961—1990) 10,4 °C[1].
- Самое холодное место — Клуны (Монагхан), средняя годовая температура (1961—1990) 8,8 °C[2].

Самая низкая температура была в Гласневине, −19,9 °C, 12 Января 1882 г.; самая высокая в — Килкенни, 33,3 °C, 26, июля 1887 г.
| Температура             | Температура | Температура | Температура | Температура | Температура | Температура | Температура | Температура | Температура | Температура | Температура | Температура | Температура |
|                         | Январь      | Февраль     | Март        | Апрель      | Май         | Июнь        | Июль        | Август      | Сентябрь    | Октябрь     | Ноябрь      | Декабрь     | Год         |
| Абсолютный максимум, °C | 18.5        | 18.1        | 23.6        | 25.8        | 28.4        | 33.3        | 32.3        | 31.5        | 29.1        | 25.2        | 20          | 18.1        | 33.3        |
| Абсолютный минимум , °C | −19.9       | −17.8       | −17.2       | −7.7        | −5.6        | −3.3        | −0.3        | −2.7        | −3          | −8.3        | −11.5       | −17.5       | −19.9       |
| ----------------------- | ----------- | ----------- | ----------- | ----------- | ----------- | ----------- | ----------- | ----------- | ----------- | ----------- | ----------- | ----------- | ----------- |

## Осадки

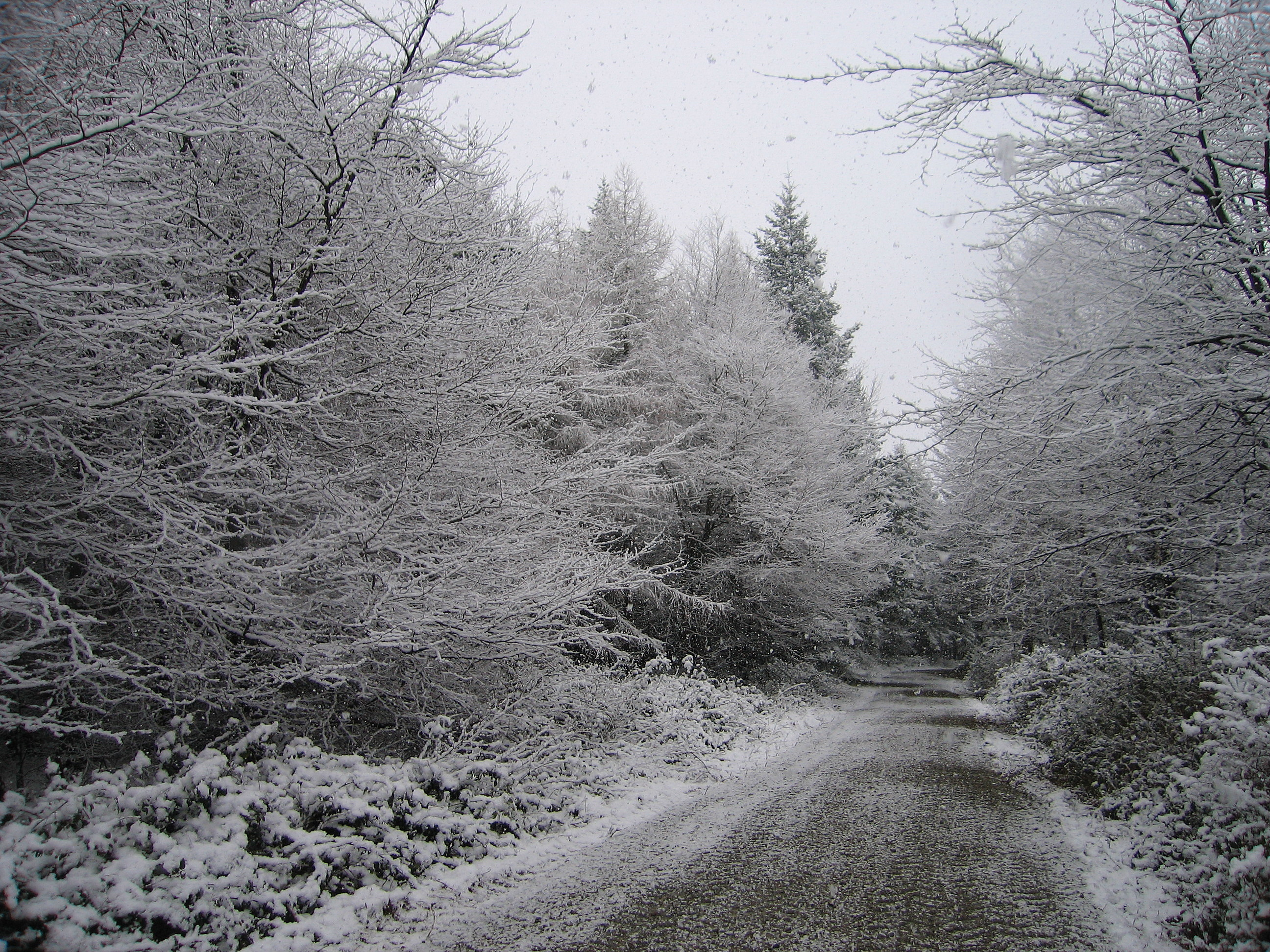
Снег в Ирландии — редкое явление — обычно выпадает 3 раза в год.

Осадки в течение года выпадают неравномерно. На западе Ирландии осадков больше, чем на востоке. Наиболее обильно дожди идут на вершинах гор, где может выпадать до 3000 мм в год, на востоке выпадает 750—1000 мм, на западе 1000—1250 мм в год. Большинство осадков выпадает при кратковременных дождях. Снегопады бывают редко, потому что при пасмурной погоде температура не бывает около 0 °C. Снег чаще всего выпадает в континентальной Ирландии, например в Клуны (самое снежное место), наименее дней со снегом в 9:00 на юго-западном побережью, например на Валетии только один раз за 2 года. Количество дней со снегом в источниках записано плохо, поэтому количество дней, когда идет снег, может быть в реальности большее и в 2 раза, потому что часто может падать снег и в другую часть дня. Высота снегового покрова не большая, 2—5 см высокий покров бывает каждый второй год, 5—10 см один раз в 4 года, а более 10 см один раз в 10 лет. Снежный покров до 2 см обычно выпадает каждый год, но иногда зимы бывают вовсе бесснежными. Иней в Ирландии из-за высокой влажности воздуха может выглядеть как снег. На побережье снег часто заменяет град. Дней с дождём более 1 мм больше 150 в год. Грозы очень редкое явление, зато зимой бывают штормы с сильным ветром и дождём.
- Самое дождливое место — Валентия (Керри) → 1430,1 mm.
- Самое сухое место — Аэродром Кейсмента (Casement Aerodrome[англ.]) (Дублин) → 711,4 mm.

| Осадки                  | Осадки | Осадки  | Осадки | Осадки | Осадки | Осадки | Осадки | Осадки | Осадки   | Осадки  | Осадки | Осадки  | Осадки |
|                         | Январь | Февраль | Март   | Апрель | Май    | Июнь   | Июль   | Август | Сентябрь | Октябрь | Ноябрь | Декабрь |        |
| Абсолютный максимум, мм | 340.9  | 299.9   | 260    | 235.6  | 216.4  | 184.4  | 255.5  | 272.9  | 290.4    | 313.1   | 360.3  | 319.5   |        |
| Абсолютный минимум, мм  | 9.8    | 0.7     | 2.5    | 5.4    | 1.7    | 4      | 1.8    | 1.6    | 1.4      | 11.1    | 9.7    | 16.4    |        |
| ----------------------- | ------ | ------- | ------ | ------ | ------ | ------ | ------ | ------ | -------- | ------- | ------ | ------- | ------ |

## Ветра

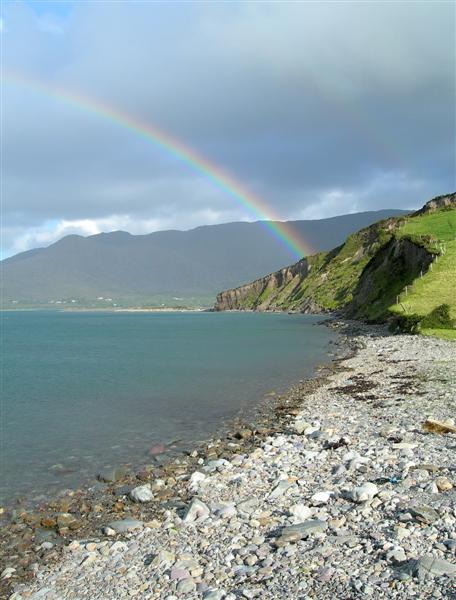
Ирландская погода в течение дня сильно меняется.

На побережье, прежде всего западном ветер самый сильный, в континентальной Ирландии ветра более спокойные.
- Самая высокая средняя скорость ветра — 30,2 км/ч на Малин-Хед (Донегол)
- Самая низкая средняя скорость ветра — 12 км/ч в Килкенни (Килкенни)
- Самая высокая замеренная скорость ветра была — 327 км/ч в Килкил (Даун)

## Туман
Туманы самые частые в горах и в континентальной Ирландии, а на побережье туманы самые редкие, и появляются несколько раз в год. Они наиболее частые утром, при высоком атмосферном давлении. Самое большое количество дней с туманом имеет Корк (100 в год) а наименьшее Валентия (9).

## Длина дня
В зимнее солнцестояние в самом северном месте продолжительность дня равняется семи часам и пяти минутам, а на самом южном — 7 часов 50 минут. В летнее солнцестояние продолжительность дня 16 часов 38 минут на самом юге и 17 часов 25 минут на самом севере.

## Экстремальные погодные условия

### Недавние экстремальные погодные условия
- Зима 2013/2014 — Продолжительный сильный ветер, во многих местах более 150 км/ч.
- 24. Октябрь 2011 — Сильный дождь, затопления в окрестностях Дублина, в один день было установлено выпадение 80 мм осадков.
- Ноябрь 2009 — На западе выпадало 200—300 мм осадков в этот месяц, на востоке от 300 до 500 мм.
- Лето 2008 — Очень дождливо на юго-востоке, осадков выпадало в 3 раза больше нормы. Из за этого были сильные наводнения.
- 13 — 15. Ноябрь 2002 — Сильный дождь и затопления, выпадало около 70 мм. в день.
- 5. Ноябрь 2000 — Наводнения около Дублина, в день выпадало 150 мм.
- 26. Декабрь 1998 — Ураган, сила ветра достигала 110 км/ч. в континентальной Ирландии, 170 км/ч на западном побережье.
- 29. Декабрь 1998 — Наводнения, в графстве Керри уровень рек поднялся на 3 метра.
- 24. Декабрь 1997 — Сильный ветер, 80—150 км/час.
- 4 — 7. Август 1997 — Наводнения в южной Ирландии, выпадало до 300 мм осадков в течение трёх дней.

### Самая экстремальная погода
- Максимум снега — 1917 г., в некоторых местах были трёхметровые заносы снега.
- Лето 1995 — Самое жаркое лето, средняя температура была выше 25 °C. На большинстве территории Ирландии были температуры выше 30 °C.
- Ноябрь/Декабрь 2010 — Самая холодная зима за последние 50 лет, на юго-западном побережье были самые низкие температуры от −5 °C до −10 °C, на большинстве территории от −10 °C до −15 °C, в самых холодных местах до −18 °C, самая низкая температура была −18,7 °C и была зарегистрирована в Кастледергу. Высота снегового покрова была от несколько сантиметров на юго-западном побережье, до 20 см в континентальной Ирландии.
- 17. Март 1995 — Торнадо недалеко от Дублина, скорость ветра достигала 320 км/ч.